# Maria Kirchgasser-Pichler
Maria Kirchgasser-Pichler (* 26. November 1970 in Radstadt) ist eine ehemalige österreichische Snowboarderin. Sie nahm am Snowboard-Riesenslalom der Frauen bei den Olympischen Winterspielen 2002 in Salt Lake City teil, schied jedoch im Viertelfinale aus.
Sie startete für den Sportclub Radstadt.